# Butirato de etilo
El butirato de etilo, también conocido como butanoato de etilo, o éster butírico, es un éster con la fórmula química CH3CH2CH2COOCH2CH3. Es soluble en propilenglicol, aceite de parafina y queroseno. Tiene un olor afrutado, similar al de la piña, y es un ingrediente clave utilizado como potenciador del sabor en los zumos de naranja procesados. También se produce de forma natural en muchas frutas, aunque en menores concentraciones.

## Usos
Comúnmente se utiliza como aromatizante artificial en los zumos de naranja o de piña, en las bebidas alcohólicas (por ejemplo, martinis, daiquiris, etc.), como  disolvente en productos de perfumería, y como plastificante de la celulosa. Además, el butirato de etilo se añade habitualmente al zumo de naranja, ya que se asocia con su olor.
El butirato de etilo es uno de los productos químicos más comunes utilizados en sabores y fragancias. Se puede utilizar en una gran variedad de sabores: naranja (el más común), cereza, piña, mango, guayaba, goma de mascar, melocotón, albaricoque, sabor a higo y ciruela. Al ser uno de los productos químicos más baratos, es de gran uso en la industria.

## Producción
Se puede sintetizar por reacción de etanol, ácido butírico y ácido sulfúrico. Esta es una reacción de condensación, quiere decir, que el agua se produce en la reacción como un subproducto. El butirato de etilo de fuentes naturales puede distinguirse del butirato de etilo sintético por el análisis de la proporción de isótopos estables (SIRA por sus siglas en inglés).